# Пицпуль
Пицпуль (нем. Pietzpuhl) — община в Германии, районный центр, расположен в земле Саксония-Анхальт. 
Входит в состав района Йерихов. Подчиняется управлению Бидериц-Мёзер.  Население составляет 244 человека (на 31 декабря 2006 года). Занимает площадь 22,09 км².